# Zwiesel (berg)
De Zwiesel is de hoogste berg van het massief der Staufen in Zuidoost-Beieren. Hij piekt op 1782 meter en bevindt zich ten noordwesten van Bad Reichenhall. Tezamen met de Gamsknogel en de Zennoberg wordt hij ook wel Hinterstaufen genoemd. 
Via de Mittelstaufen of de Barthlmahd kan men over de Zwiesel naar de Hochstaufen klimmen (hetgeen een veeleisend traject is). Op de flanken van de Zwiesel bevindt zich een alm met een gasthuis op 1400 meter hoogte.
Men kan de top van de Zwiesel bereiken via wandelpaden vanuit Inzell, Weißbach an der Alpenstraße (een gehucht van Schneizlreuth) of vanaf de Listsee in Bad Reichenhall.
De Zwieselalm is enkel te voet bereikbaar en wordt zodoende door de Bundeswehr ’s zomers door middel van lastdieren bevoorraad; dit is de laatste dergelijke dienst die in Duitsland nog bestaat, sedert het Reichenhaller Haus op de Hochstaufen per hefschroefvliegtuig wordt bediend.